# Roetgierzwaluw
De roetgierzwaluw (Cypseloides senex) is een vogel uit de familie Apodidae (gierzwaluwen).

## Verspreiding en leefgebied
Deze soort komt voor van centraal Brazilië tot noordoostelijk Bolivia, oostelijk Paraguay en noordoostelijk Argentinië.